# Ochodaeidae

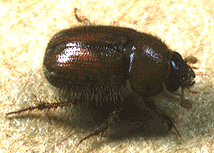
Ochodaeus

Ochodaeidae es una pequeña pero bien distribuida familia de coleópteros polífagos.
Estos escarabajos son pequeños, alcanzando desde 3 hasta 10 mm. Sus cuerpos son alargados con forma ovalada y convexa, con colores como amarillo, marrón rojizo, marrón, y negro. Se sabe muy poco de la biología y hábitos de las 80 especies identificadas. La mayoría de los tipos se han recogido en  zonas de arena por la noche, a veces en grandes cantidades, ya que se sienten atraídos por las luces, pero también algunas especies son activas durante el día.

## Géneros
La familia comprende los siguientes géneros:
- Subfamilia Ochodaeinae Mulsant & Rey, 1871

- Tribu Enodognathini Scholtz, 1988

Enodognathus Benderitter, 1921
Odontochodaeus Paulian, 1976
- Tribu Ochodaeini Mulsant & Rey, 1871

Codocera Eschscholtz, 1818
Cucochodaeus Paulsen, 2007
Neochodaeus Nikolayev, 1995
Notochodaeus Nikolajev, 2005
Ochodaeus Dejean, 1821
Parochodaeus Nikolayev, 1995
Xenochodaeus Paulsen, 2007
- Subfamilia Chaetocanthinae Scholtz in Scholtz, D'Hotman, Evans & Nel, 1988

- Tribu Chaetocanthini Scholtz in Scholtz, D'Hotman, Evans & Nel, 1988

Chaetocanthus Péringuey, 1901
Mioochodaeus Nikolajev, 1995
Namibiotalpa Scholtz & Evans, 1987
- Tribu Pseudochodaeini Scholtz, 1988

Pseudochodaeus Carlson & Richter, 1974
- Tribu Synochodaeini Scholtz, 1988

Synochodaeus Kolbe, 1907
Gauchodaeus Paulsen, 2012